# Трикопці
Трико́пці — село в Україні, у Житомирському районі Житомирської області. Входить до складу Харитонівської сільської громади. Населення становить 55 осіб.

## Походження назви
В етнографічних публікаціях українських вчених дослідників та етнографів Агатангела Кримського та Терещенко Софії, поняття Три Копці («Три Кіпці») — це види розподілу ланів між селами, які проводили пани, щоби розмежувати угіддя. Землю вимірювали селяни, за участі поміщиків, довгими палицями з відмітками, так прокладали «тясьму», а коли сходилися кордони угідь трьох сіл, то на цьому кутку закладали «три кіпці». Викопували яму, клали в неї або вугілля, або «печинину», або жужелицю, або в пляшці пшеницю, просо та інше. Після цього забивали дубового кілка та насипали три земляні купки. На той час ці купки, хоча трохи розсипалися, але були заввишки дорослій людині по шию. Між купками виростав величезний бур'ян, а їх верхів'я вигорали на сонці. Спираючись на сучасне розташування села, можна припустити, що такими селами були розташовані поряд Кулишівка, Шахворостівка, Розкидайлівка. 